# ファニン郡 (ジョージア州)
ファニン郡（ファニンぐん、英: Fannin County）は、アメリカ合衆国ジョージア州の北部に位置する郡である。2010年国勢調査での人口は23,682人であり、2000年の19,798人から19.6%増加した。郡庁所在地はブルーリッジ市（人口1,290人）であり、同郡で人口最大の都市でもある。

## 歴史
ファニン郡は1854年1月21日に設立された。郡名はジョージア出身で、テキサス独立戦争で戦い、戦死したジェームス・ファニンに因んで名付けられた。

### 南北戦争
南北戦争が起きると、ファニン郡の男性の多くがその農場を離れ、南軍のために戦った。彼等は郡内や周辺郡で立ち上げられた中隊に参加した。5個中隊が記録に残っている。

## 地理
アメリカ合衆国国勢調査局に拠れば、郡域全面積は391.43平方マイル (1,013.8 km2)であり、このうち陸地385.74平方マイル (999.1 km2)、水域は5.69平方マイル (14.7 km2)で水域率は1.45%である。
隣接するユニオン郡を水源とするトコア川が、ファニン郡を北に横切り、テネシー州に入ってオコイー川となる。1930年代に建設されたブルーリッジ・ダム（現在はテネシー川流域開発公社が運営）でできたブルーリッジ湖が、郡北部の川にかなりの距離で伸びている。

### 主要高規格道路

#### アメリカ国道
- アメリカ国道76号線

#### ジョージア州道
- ジョージア州道2号線
- ジョージア州道5号線
- ジョージア州道60号線
- ジョージア州道60号線支線
- ジョージア州道515号線

### 隣接する郡
- チェロキー郡 (ノースカロライナ州) - 北東
- ユニオン郡 - 東
- ドーソン郡 - 南東
- ランプキン郡 - 南東
- ギルマー郡 - 西
- マレー郡 - 西
- ポーク郡 (テネシー州) - 北西

### 国立保護地域
- チャタフーチー国立の森（部分）

## 人口動態
以下は2000年の国勢調査による人口統計データである。
| 基礎データ - 人口: 19,798人 - 世帯数: 8,369 世帯 - 家族数: 6,008 家族 - 人口密度: 20人/km2（51人/mi2） - 住居数: 11,134軒 - 住居密度: 11軒/km2（29軒/mi2） 人種別人口構成 - 白人: 99.9% - アフリカン・アメリカン: 0.2% - ネイティブ・アメリカン: 0.1% - アジア人: 0.2% - 太平洋諸島系: 0.05% - その他の人種: 0.0% - 混血: 0.0% - ヒスパニック・ラテン系: 0.0% | 年齢別人口構成 - 18歳未満: 25.5% - 18-24歳: 8.4% - 25-44歳: 27.3% - 45-64歳: 23.4% - 65歳以上: 15.3% - 年齢の中央値: 40歳 - 性比（女性100人あたり男性の人口） - 総人口: 96.5 - 18歳以上: 94.1 世帯と家族（対世帯数） - 18歳未満の子供がいる: 25.9% - 結婚・同居している夫婦: 59.8% - 未婚・離婚・死別女性が世帯主: 8.9% - 非家族世帯: 28.2% - 単身世帯: 25.6% - 65歳以上の老人1人暮らし: 12.8% - 平均構成人数 - 世帯: 2.35人 - 家族: 2.80人 | 収入と家計 - 収入の中央値 - 世帯: 30,612米ドル - 家族: 35,258米ドル - 性別 - 男性: 28,728米ドル - 女性: 21,246米ドル - 人口1人あたり収入: 16,269米ドル - 貧困線以下 - 対人口: 12.4% - 対家族数: 10.2% - 18歳未満: 14.1% - 65歳以上: 14.2% |

## 都市と町
- ブルーリッジ - 郡庁所在地
- マッケイズビル
- モーガントン